# Imploding the Mirage
Albums de The Killers
Wonderful Wonderful
(2017) Pressure Machine
(2021)
Imploding the Mirage est le sixième album studio du groupe The Killers, sorti le 21 août 2020 et produit par Island Records.
La pochette de l'album est illustrée de "Dance of the Wind and Storm" de Thomas Blackshear.

## Pistes
L'album comprend 10 titres. Information donnée par Apple Music.
| No  | Titre                   | Durée |
| --- | ----------------------- | ----- |
| 1.  | My Own Soul’s Warning   | 4:34  |
| 2.  | Blowback                | 3:59  |
| 3.  | Dying Breed             | 4:06  |
| 4.  | Caution                 | 4:29  |
| 5.  | Lightning Fields        | 4:18  |
| 6.  | Fire in Bone            | 3:53  |
| 7.  | Running Towards A Place | 4:13  |
| 8.  | My God                  | 3:38  |
| 9.  | When The Dreams Run Dry | 4:42  |
| 10. | Imploding the Mirage    | 4:07  |

Une édition deluxe est publiée le 29 janvier 2021 comprenant trois morceaux supplémentaires, C'est la vie, Caution (Wasatch Style), et Blowback (Accoustic).

## Description

### Enregistrement
Imploding the Mirage fut enregistré en différents endroits, dont à Los Angeles, Las Vegas et Park City (Utah), et produit par la canadien Shawn Everett, ainsi que Jonathan Rado, du groupe Foxygen. Il comprend des contributions de Lindsey Buckingham ("Caution"), k.d. lang, Weyes Blood ("My God"), Adam Granduciel du groupe The War on Drugs, Blake Mills et Lucius
Une première setlist publiée en octobre 2019 lors de l'enregistrement indique les titres "Blowback", "Party People", "Spirit of Mystery", "When Dreams run Dry", "Dying Breed", "My God", "Caution", "Man + Woman", "Running Towards", "Fire + Bone", "Just can't quit", "Mirage" et "C'est la vie". Une liste différente est citée en décembre : "Imploding the Mirage", "Dying Breed", "My God", "Blowback", "Running Towards", "Fire in Bone", "Caution", "When the Dreams Run Dry", "My Own Souls Warning", "Lightning Field", et "Man and Woman Enough".